# Піднімаючи пісочний годинник
«Піднімаючи пісочний годинник» (англ. Bearing an Hourglass) — фентезійний роман американського письменника Пірса Ентоні. Друга з восьми книг серії «Втілення безсмертя».

## Життєпис
Через деякий час у майбутньому (про що свідчить набагато досконаліша, ніж у першій історії, технологія, яка використовується), Нортон — чоловік років сорока — живе мандрівним життям, коли привид на ім’я Гавейн просить його стати батьком дитини своїй дружині Орлін, в яку Нортон зрештою закохується. Гея, Втілення Природи, створює дитину за подобою Гавейна, щоб його кровна лінія продовжувалася. На жаль, через рецесивне захворювання, яке є в родині Гавейна, дитина помирає. Невдовзі Орлін покінчує життя самогубством.
Оплакуючи Орлін, Нортон відновлює свою подорож, під час якої до нього звертається Гавейн. Намагаючись загладити свою помилку, привид повідомляє Нортону про відкриття офісу Часу (Хронос), який керує всіма земними аспектами часу. Ґавейн пояснює, що особа, яка обіймає посаду Хроноса, живе назад у часі до моменту свого народження чи зачаття — ніхто в книзі не впевнений, що це саме. Привид пояснює, що, живучи назад, Нортон може продовжувати бачити Орлін, оскільки вона все ще жива в минулому. Нортон погоджується, і Гавейн веде його до місця, де майбутній посадовець Часу, попередник Нортона, передасть Нортону пісочний годинник.
Нортон одразу ж починає жити життям назад у часі, хоча він може тимчасово піти вперед, щоб взаємодіяти з іншими. Однак коли він живе задом наперед, його не видно смертним. Нортон експериментує зі своїм пісочним годинником, визнаним усіма Втіленнями як найпотужніший магічний пристрій у світі, щоб зупинити та/або повернути час назад, подорожувати на багато мільйонів років у минуле Землі та працювати з Втіленням Долі, якому потрібно його пісочний годинник, щоб допомогти залагодити клубки в її нитках долі.
Оскільки Нортон живе назад у часі, його минуле — це майбутнє всіх інших, що робить його ізольованим персонажем навіть серед інших Втілень. Він також усвідомлює, що це унеможливить стосунки з Орлін, яка живе вперед. Однак у нього роман із Клото, наймолодшим аспектом Долі. Це водночас незручно та інтригуюче для Нортона, оскільки її минуле — це і його майбутнє.
Потім у його новій резиденції в Чистилищі Нортона відвідує Сатана, який повідомляє Нортону, що хоча він може подорожувати куди завгодно в часі зі своїм пісочним годинником, але не може залишити Землю. Сатана стверджує, що має владу подорожувати по всьому всесвіту, оскільки зло пронизує всю реальність, і дає Нортону деякі зразки цієї здатності, змушуючи його подорожувати на інші планети, де, як стверджує Сатана, час тече у зворотному напрямку, дозволяючи Нортону жити нормально і втягнуться як у космічну оперу («Bat Durston and the BEMS»), так і в епічну фантастичну пригоду. Сатана пропонує Нортону можливість мати цю силу, якщо Нортон надасть Сатані послугу; повернутися на 20 років назад і врятувати людину від самогубства.
Нортон повертається в минуле, щоб перевірити цього молодого чоловіка, але після консультацій з іншими Втіленнями йому повідомляють, що цей чоловік є поточним посадовцем Втілення Смерті (Танатос — іншими словами, Зейн з попереднього роману) і що саме спроба самогубства Зейна привела його до цієї посади. Цей чоловік потрібен як Танатос, щоб захистити свою дівчину, Луну Кафтан, від злодійства Сатани, щоб вона могла піти в політику та виконати пророцтво про перешкоду Сатані.
Однак реліквія, яку Сатана дав Нортону, виявилася переодягненим демоном. Коли Нортон повернувся назад у часі, демон висадився на декілька років у минуле, щоб не дати Луні піти в політику (демон дає діючому політику протиотруту, щоб врятувати його життя для того, щоб Луна не зайняла його позицію на дострокових виборах). Через деякі обмеження пісочного годинника перехопити цього демона важко, але Нортону зрештою вдається його зупинити.
Не здаючись, Сатана здійснює ще одну спробу, заманивши Нортона в пастку на одній з інших планет, на якій він мав пригоду. Не знаючи, як повернутися додому, Нортон починає гратися з пісочним годинником, подорожує від початку спостережуваного Всесвіту й аж до його кінця (від Великого вибуху до точки, коли вся матерія опинилася в пастці чорних дір). Він усвідомлює, що його пригоди відбувалися не на інших планетах, а на складних етапах в історії Землі, Сатана використовував промитих мізків акторів і пісочний годинник Хроноса, щоб контролювати плин часу для маніпуляції над Нортоном.
Згодом Нортон дізнається, що демон, який створив ілюзію, був приєднаний до нього, і знову висадився в певний момент у минулому, через два роки після подій першої книги, щоб розпочати кампанію з дискредитації Луни, щоб вона не змогла балотуватися на посаду. Він повертається в минуле до вище вказаної точки і використовує свій пісочний годинник, щоб показати світові все погане, що станеться, якщо Луна не буде обрана. Більше не обдурений ілюзією Сатани, Нортон виявляє, що може піймати його в часову петлю. Зазнавши поразки, Сатана припиняє спроби використовувати Нортона.

## Літературне значення та відгуки
Джекі Кассада в рецензії Library Journal зазначає, що «Серед обширних і часто заплутаних міркувань про природу добра і зла, часу і простору, магії та науки, нестримний гумор Ентоні проявляється несподіваним чином. Далеке від того, щоб бути похмурим – чи навіть алегоричним – це продовження «На блідому коні» сподобається великій читацькій аудиторії Ентоні».
Дейвід Ленгфорд зробив рецензію на «Піднімаючи пісочний годинник» для White Dwarf №70 де зазначив, що «цікаві ідеї ховаються в шлаку».